# Diolcogaster auripes
Diolcogaster auripes is een insect dat behoort tot de orde vliesvleugeligen (Hymenoptera) en de familie van de Schildwespen (Braconidae). De wetenschappelijke naam van de soort werd voor het eerst geldig gepubliceerd in 1886 door Léon Provancher.